# Scheloribates perforatus
Scheloribates perforatus är en kvalsterart som beskrevs av Wallwork 1964. Scheloribates perforatus ingår i släktet Scheloribates och familjen Scheloribatidae. Inga underarter finns listade i Catalogue of Life.